# Кожень-Жондови
Кожень-Жондови (пол. Korzeń Rządowy) — село в Польщі, у гміні Лонцьк Плоцького повіту Мазовецького воєводства.
Населення — 98 осіб (2011).
У 1975-1998 роках село належало до Плоцького воєводства.

## Демографія
Демографічна структура станом на 31 березня 2011 року:
|          | Загалом | Допрацездатний вік | Працездатний вік | Постпрацездатний вік |
| -------- | ------- | ------------------ | ---------------- | -------------------- |
| Чоловіки | 53      | 14                 | 37               | 2                    |
| Жінки    | 45      | 11                 | 23               | 11                   |
| Разом    | 98      | 25                 | 60               | 13                   |